# Qiddush
Il Qiddush, Qidush o Kidush (ebraico: קידוש, letteralmente: "santificazione"), è la celebrazione con cui si santifica lo Shabbat o altre feste religiose nella religione ebraica.

## Origine
La preghiera viene recitata dal Rabbino, dal capo famiglia o da chi richiesto e trae origine dal racconto biblico della creazione (2,1-3), in cui si narra che Dio il settimo giorno si riposò e santificò il settimo giorno come giorno del riposo. Il termine Shabbat (da cui deriva la parola italiana "Sabato") significa infatti "cessazione" o "riposo". Il Kiddush dello Shabbat significa quindi "santificazione del riposo".

### I brani
Il Kiddush della sera di Shabbat, nella sua forma usuale, inizia con un passo della Torah (Genesi, 2,5):
Nel sesto giorno furono completati il cielo, la terra e le loro schiere. E Dio terminò nel settimo giorno il regno che aveva creato e Dio si riposò nel settimo giorno da qualsiasi lavoro che aveva fatto, e benedisse Dio il settimo giorno e lo santificò, perché venne il riposo per il regno creato.
Segue quindi la fase celebrativa:
Con il permesso dei miei signori!
Benedetto sia Tu Signore Dio nostro, Re del mondo, che creasti il frutto della vite.
Segue una benedizione a Dio in quanto autore del dono del Sabato, che termina: Benedetto sia Tu, Signore, che santifichi il Sabato.

## Halakahah

### Accensione dei lumi
Il kiddush consiste nell'accensione di due candele prima della Tefillah ed in una preghiera nella benedizione del vino. Nella celebrazione del Sabato le candele vengono accese prima del tramonto perché non è permesso il lavoro (e quindi l'accensione di un fuoco) nel corso dello Shabbat.
Questa Mizvah viene principalmente compiuta dalle donne ebree ma anche dagli uomini nel caso esse siano assenti dal luogo in cui venga celebrato il Kiddush sul vino o si risieda durante lo Shabbat: le donne ebree possono accendere i lumi nel tempo halakhico previsto anche se poi saranno assenti, in tal caso gli uomini in quel luogo non sono obbligati ad accenderli.

### Ordine ed Halakhot
La recita del Kiddush all'inizio dei due pasti principali dello Shabbat e delle feste ebraiche è uno dei 613 mitzvot (precetti) che un ebreo deve compiere e rispettare.
Il Kiddush viene celebrato all'inizio dei due pasti principali dello Shabbat e, secondo la tradizione ebraica, quello serale deve essere recitato almeno un'ora dopo il tramonto del venerdì: in questo caso però l'Halakhah varia secondo il proprio Minhag.
Vige l'obbligo di recitare anche il Kiddush pomeridiano del Sabato prima del pasto: questo Kiddush varia da quello della sera ed introduce al secondo dei tre pasti dello Shabbat dopo i quali si deve effettuarne un quarto dopo l'uscita del Sabato.
Il celebrante ed i partecipanti bevono un sorso di vino tanto da riempire una "guancia" o di più: qualora si possa provare disgusto nel bere dallo stesso bicchiere di un'altra persona si consiglia di versare il contenuto in altri bicchieri prima di utilizzarlo e dopo la Benedizione del Kiddush oppure di distribuire altri bicchieri di vino per i partecipanti prima della celebrazione.
La preghiera del Kiddush recitata in festività ebraiche, diverse dallo Shabbat, varia leggermente nel testo, così anche quella delle feste che capitino di Shabbat.
Compiuta la preghiera del Kiddush si fa il lavaggio delle mani recitando poi la relativa benedizione e si prosegue con la benedizione sulle Challot iniziando così i pasti; il kiddush può anche essere recitato con una diversa Benedizione, successiva al Kiddush, su un alimento, anche dolce, che sia di frumento, orzo o cereali in genere, in questi ultimi casi senza recitare la Benedizione sul lavaggio delle mani quindi non necessario.
Nel caso non sia presente del vino, si può compiere il Kiddush sul pane durante il venerdì sera e su una bevanda alcolica durante il Kiddush del sabato pomeriggio, ovviamente variando un poco le benedizioni.
La donna ebrea può effettuare il Kiddush sul vino nel caso non vi siano uomini ebrei per farlo.